# المركز الفيدرالي التعليمي التكنولوجي في ريو دي جانيرو
المركز الفيدرالي التعليمي التكنولوجي في ريو دي جانيرو هو أحد المراكز الفيدرالية التعليمية التابعة لوزارة التعليم البرازيلية، ويُقدم فيها دورات للدراسات العليا والجامعية، ويرتكز تعليم المدرسة في مجالات الهندسة الميكانيكية، وتكنولوجيا المعلومات، والإلكترونيات، والاتصالات السلكية واللاسلكية، والمعادن، والبتروكيماويات والكهرباء